# 韓国の著名人一覧
韓国の著名人一覧（かんこくのちょめいじんいちらん）は韓国人（韓国で生まれ育った人物、もしくは韓国籍を持つ人物）の一覧である（朝鮮籍で韓国・北朝鮮の国籍を持っていない人物もこの項に含める）。

## あ行
- iKON - 歌手グループ
- IZ*ONE - 歌手グループ
- IVE - 歌手グループ
- IU ‐ 歌手
- ASTRO - 歌手グループ
- AFTERSCHOOL - 歌手グループ
- ICHILLIN(音楽グループ)
- Ara - 女優
- 安信愛（アン・シネ） - ゴルファー
- 安貞桓（アン・ジョンファン） - サッカー選手
- 安山 - アーチェリー選手
- 安洗塋（アン・セヨン） - バドミントン選手
- 安宣柱（アン・ソンジュ） - ゴルファー
- 安哲秀（アン・チョルス） - 政治家
- 安孝錬（アン・ヒョヨン） - サッカー選手
- アン・ユジン - 元IZ*ONEメンバー、IVEメンバー
- アンドレ・キム - ファッションデザイナー
- 李義理（イ・ウィリ） - プロ野球選手
- イ・ウンジュ - 女優
- 李康仁（イ・ガンイン）- サッカー選手
- 李尚洙（イ・サンス） - 卓球選手
- 李時炯 (イ・シヒョン)- フィギュアスケート選手
- 李在明（イ・ジェミョン）- 政治家
- イ・ジュンギ - 俳優
- イ・ジヨン (ゴルファー) - プロゴルファー
- イ・ジヨン - 歌手・実業家
- イ・ジヨン（이지영） - ビッグママ元メンバー。上記の歌手とは別人。
- イ・ジョンジェ - 俳優
- イ・ジョンヒョン - 女優、歌手
- 李政厚（イ・ジョンフ） - プロ野球選手、名古屋市生まれ
- 李秀満（イ・スマン） - 音楽プロデューサー・SMエンタテインメント理事
- イ・スヨン - 歌手
- 李承燁（イ・スンヨプ） - プロ野球選手
- イ・スンヨン - 女優
- イ・ソジン - 俳優
- 李成愛（イ・ソンエ） - 歌手
- 李仙姫　- 歌手
- イ・チェヨン - IZ*ONEメンバー
- 李知姫 - ゴルファー
- 李天秀（イ・チョンス） - サッカー選手
- ITZY - 歌手グループ
- 李大浩（イ・デホ） - プロ野球選手
- 李大恩（イ・デウン） - プロ野球選手
- 李同国（イ・ドングク） - サッカー選手
- イ・ドンゴン - 俳優
- イ・ナリ - プロゴルファー
- イ・ヒョリ - 歌手
- 李炳圭（イ・ビョンギュ） - プロ野球選手
- イ・ビョンホン - 俳優
- イ・ファソン - 女優・モデル
- 李会昌（イ・フェチャン) - 政治家
- 李昢（イ・ブル） - 美術家
- 李海仁（イ・ヘイン）- フィギュアスケート選手（女子シングル）
- 李恵淑（イ・ヘースク） - 女優
- 李惠踐（イ・ヘチョン） -　プロ野球選手
- イ・ボミ - ゴルファー
- 李机浩（イ・ボムホ） - プロ野球選手
- 李美子（イ・ミジャ） - 歌手
- イ・ミニョン - ゴルファー
- 李明博（イ・ミョンバク）- 元大統領
- イ・ミンホ - 俳優
- イム・ウナ - ゴルファー
- イム・ジュファン - 俳優
- 林鐘勳（イム・ジョンフン） - 卓球選手
- 林昌勇（イム・チャンヨン）- プロ野球選手
- イ・ヨンエ - 女優
- イ・ワン - 俳優
- INFINITE ‐ 歌手グループ
- Weeekly - 歌手グループ
- Weather Forecast - 音楽バンド
- 元兌仁（ウォン・テイン） - プロ野球選手
- ウォンビン - 俳優
- WINNER - 歌手グループ
- ウ・ソンビン - 俳優
- A.C.E - 歌手グループ
- ATEEZ - 歌手グループ
- ADYA - 歌手グループ
- Xdinary Heroes - 音楽バンド
- EXO - 歌手グループ
- SF9 - 歌手グループ
- aespa - 歌手グループ
- AB6IX - 歌手グループ
- A-peace - 歌手グループ
- S.E.S. - 歌手グループ
- SG Wannabe - 歌手グループ
- エバ・ポピエル - 女優
- EVERGLOW - 歌手グループ
- f(x) - 歌手グループ
- FTisland - 歌手グループ
- MBLAQ - 歌手グループ
- NCT - 歌手グループ
- ENHYPEN - 歌手グループ
- NMIXX - 歌手グループ
- OH MY GIRL - 歌手グループ
- 呉昇桓（オ・スンファン）- プロ野球選手
- 呉世勲（オ・セフン) - 政治家
- オ・ジホ - 俳優
- オク・チュヒョン - 歌手
- オム・ジョンファ - 女優、歌手

## か行
- カイ - 歌手、俳優、EXOメンバー
- KAI - オペラ歌手、ミュージカル俳優
- 春日王克昌 - 元大相撲力士
- GOT7 - 歌手グループ
- KARA - 歌手グループ
- カン・イェソ - Kep1erメンバー
- カン・イソク - 宗教の自由を巡り在学していた高校を訴えた。現在大学生
- 康京和（カン・ギョンファ） - 韓国外交部元長官
- カン・グハン - 声優
- カン・ジファン - 俳優
- 姜禎求（カン・ジョング） - 大学教授
- 姜彩瑛（カン・チェヨン） - アーチェリー選手
- カン・ドンウォン - 俳優
- カン・ヘウォン -　IZ*ONEメンバー
- 金雅朗（キム・アラン） - ショートトラックスピードスケート選手
- 金芸林（キム・イェリム） - フィギュアスケート選手（女子シングル）
- キム・ウジン - アーチェリー選手
- 金恩貞（キム・ウンジョン） - カーリング選手
- 金杞泰（キム・ギテ） - 元プロ野球選手
- 金暻娥（キム・ギョンア） - 卓球選手
- 金敬愛（キム・ギョンエ） - カーリング選手
- 金慶珠（キム・キョンジュ) - 言語学者
- キム・ギョンジュン - 企業人
- キム・ゴンモ - 歌手
- キム・ジェウォン - 俳優
- 金済徳（キム・ジェドク） - アーチェリー選手
- キム・ジョングク - 歌手
- 金宗勳（キム・ジョンフン） - モデル、歌手
- 金鍾泌（きんしょうひつ／キム・ジョンピル） - 政治家
- キム・スンウ - 俳優
- キム・セレナ - 歌手
- キム・ソイ - 女優
- キム・ソヨン - 声優
- 金昭映（キム・ソヨン） - バドミントン選手
- キム・ダヨン - Kep1erメンバー
- キム・チェウォン - IZ*ONEメンバー
- 金載圭（キム・ジェギュ） - 朴正煕暗殺事件殺人犯
- キム・チェヒョン - Kep1erメンバー
- キム・テウ - 歌手
- 金泰均（キム・テギュン） - プロ野球選手
- 金大鈞（きんだいきん/キム・デギュン） - 英語講師
- 金擇洙（キム・テクス） - 卓球選手
- 金大中（きんだいちゅう/キム・デジュン） - 政治家、元大統領
- キム・テヒ - 女優
- キム・ドヒョン - 声優
- 金羅英（キム・ナヨン） - フィギュアスケート選手
- 金誽永（キム・ナヨン） - 柔道選手
- 金来成 - 小説家
- バーディ・キム - ゴルファー
- 金河成（キム・ハソン）- プロ野球選手
- キム・ハヌル - ゴルファー
- 金翰秀 - 元プロ野球選手
- キム・ヒソン - 女優
- 金香里 - 声優　日本のプロダクションに所属している
- キム・ヒョージュ - ゴルファー
- キム・ヒョナ - 歌手 4minuteのメンバー
- 金炳賢（キム・ビョンヒョン）- 元プロ野球選手
- キム・ヘギョン - 声優
- キム・ヘソン - 女優、一時期日本で「白川翔子」という芸名で活動
- キム・ヘソン - 俳優
- キム・ボム - 俳優
- キム・ミンジュ - IZ*ONEメンバー
- キム・ミンジュン - 俳優
- 金民宗（キム・ミンジョン） - 柔道選手
- 金珉鉐（キム・ミンソク） - 卓球選手
- キム・ムジュン - 俳優
- 金無英（キム・ムヨン） - プロ野球選手
- 金文洙（キム・ムンス= - 政治家
- 金紋奐（キム・ムンファン）- サッカー選手
- キム・ユンジン - 女優
- 金妍児（キム・ヨナ） - 元フィギュアスケート選手（女子シングル）
- 金軟景（キム・ヨンギョン） - バレーボール選手
- 金蓮子（キム・ヨンジャ） - 歌手
- 金永祚　-　野球選手
- 金栄伸（キム・ヨンジン） - 元プロ野球選手
- キム・ヨンジュン - 声優
- 金泳三（きんえいさん/キム・ヨンサム） - 政治家、元大統領
- キム・レウォン - 俳優
- 金完燮（キム・ワンソプ） - 作家
- 許永中（きょえいちゅう） - 実業家
- 具玉姫 - ゴルファー
- 具臺晟（ク・デソン） - 元プロ野球選手
- ク・ヘソン - 女優
- ク・ヘリョン - 女優、ドラマありがとうございますに出演
- 郭彬（グァク・ピン）- プロ野球選手
- クォン・ウンビ - IZ*ONEメンバー
- グム・ソン - 歌手、俳優
- キョン・ミリ - 女優
- クォン・サンウ - 俳優
- K - 歌手
- 桂銀淑（ケイ・ウンスク） - 歌手
- Kep1er - 歌手グループ
- 高建（こうけん/コ・ゴン） - 政治家
- Golden Child - 歌手グループ
- コ・ジンヨン - ゴルファー
- コ・ス - 俳優
- Koyote（コヨーテ） - 歌手グループ
- 今月の少女 (LOONA) - 歌手グループ
- コン・ユ - 俳優

## さ行
- PSY - 歌手
- サムソン・リー（李尚勲） - 元プロ野球選手
- (G)I-DLE - 歌手グループ
- CNBLUE - 歌手グループ
- god - 歌手グループ
- Secret - 歌手グループ
- GSoul - 歌手
- シウミン - 歌手、俳優、EXOメンバー
- J-Min - 歌手
- JYJ - 歌手グループ
- S＃arp - 歌手グループ
- SHINee - 歌手グループ
- 沈相奵（シム・サンジョン） - 政治家
- ジュ - 歌手
- SHU-I - 歌手グループ
- JEWELRY - 歌手グループ
- Sugar - 歌手グループ
- じゅよん - 女優
- 知英（ジヨン） - 女優
- ジョン・ジェウン - ゴルファー
- 全美貞 - ゴルファー
- シン・スンフン - シンガーソングライター
- 辛炳圭   (シン・ビョンギュ)-日本のヤクザ六代目稲川会総裁
- 申成鉉　（シン・ソンヒョン） - プロ野球選手
- 申智愛（シン・ジエ） - ゴルファー
- 申在煥　（シン・ジェファン） - 体操競技選手
- シンテイル - YouTuber
- シン・ドンウク - 俳優
- シン・ハギュン - 俳優
- 辛炫周 - ゴルファー
- シン・ヒョンジュン - 俳優
- 沈守峰 - 歌手
- 少女時代 - 歌手グループ
- 神話（シンファ） - 歌手グループ
- 申裕斌（シン・ユビン） - 卓球選手
- Sweet Sorrow - 歌手
- STAYC - 歌手グループ
- Stray Kids - 歌手グループ
- SUPER JUNIOR - 歌手グループ
- スホ - 歌手、俳優、EXOメンバー
- SM☆SH - 歌手グループ
- スヨン（イ・スヨン） - 歌手
- ZE:A - 歌手グループ
- セフン - 歌手、EXOメンバー
- SE7EN - 歌手
- SEVENTEEN - 歌手グループ
- Zero - 歌手
- ソ・ガンジュン-俳優
- 徐坰徳（ソ・ギョンドク) - 反日活動家
- ソ・ジソブ - 俳優
- ソテジ - 歌手
- ソテジワアイドゥル - 歌手グループ
- ソ・ドヨン - 俳優
- ソニン - 歌手
- 消防車（ソバンチャ） - 歌手グループ
- 徐孝元（ソ・ヒョウォン） - 卓球選手
- SOLI - 日本のアイドル
- ウンソク- 歌手　 RIIZEメンバー
- ソン・ガンホ - 俳優
- ソ・ヨンウン - 歌手
- ソル・ギョング - 俳優
- ソン・イェジン - 女優
- 宋津宇（ソン・ジヌ） - 元プロ野球選手
- ソン・ジョンア - 声優
- ソン・スンホン - 俳優
- 宣銅烈（ソン・ドンヨル） - 元プロ野球選手
- 孫興民（ソン・フンミン）- サッカー選手
- ソン・ヘギョ - 女優
- 宋ボベ - ゴルファー
- ソン・ホヨン - 歌手
- 宋旻淳（ソン・ミンスン） - 政治家
- ソン・ユナ - 女優

## た行
- 大国男児 ‐ 歌手グループ
- ダビチ ‐ 歌手グループ
- SS501 - 歌手グループ
- タク・ウォンジェ - 声優
- 唐汭序（タン・イェソ） - 卓球選手
- 男女共学 - 歌手グループ
- 池仁珍（チ・インジン） - プロボクサー、元WBC世界チャンピオン
- チェ・イェナ - IZ*ONEメンバー
- チェ・イェビン - 女優
- チェ・ジウ - 女優
- 崔志萬（チェ・ジマン）- 野球選手
- チェ・ジンシル - 女優
- 崔承喜 - 舞踏家
- 崔羅蓮（チェ・ナヨン） - ゴルファー
- チェ・ハン - 声優
- 崔孝珠（チェ・ヒョジュ） - 卓球選手
- チェ・ファジョン - 女優
- 崔倍達（チェ・ペダル） - 極真カラテ創始者（大山倍達）
- 崔洪万（チェ・ホンマン） - K-1ファイター
- チェ・ミンシク - 俳優
- チェ・ユジン - Kep1erメンバー
- 崔龍洙（チェ・ヨンス） - サッカー選手
- チェン - 歌手、EXOメンバー
- チソン - 俳優
- 車智澈（チャ・ジチョル) - 軍人
- 車俊煥（チャ・ジュンファン） - フィギュアスケート選手（男子シングル）
- 車範根（チャ・ブングン）- 元サッカー選手、元韓国サッカー代表監督
- 車ドゥリ（チャ・ - ） - 元サッカー選手、車範根の息子
- チャ・テヒョン - 俳優
- チャン・ウォニョン - IZ*ONEメンバー
- 張禹珍（チャン・ウジン） - 卓球選手
- チャン・ウンスク - 歌手
- チャン・グンソク - 俳優
- チャン・ドク - シンガーソングライター
- チャン・ドンゴン - 俳優
- 張恵珍（チャン・ヘジン） - アーチェリー選手
- 張珉喜（チャン・ミンヒ） - アーチェリー選手
- 張允瀞（チャン・ユンジョン） - 歌手
- 張允貞（チャン・ユンジョン） - 司会者
- チャンヨル - 歌手、俳優、EXOメンバー
- チュウ - 歌手、今月の少女メンバー
- チュ・ジフン - 俳優
- 秋信守（チュ・シンス）- 野球選手
- 朱世赫（チュ・セヒョク） - 卓球選手
- チョ・インソン - 俳優
- 趙麟徹（チョ・インチョル） - 柔道選手
- 趙源震（チョ・ウォンジン) - 政治家
- 超新星 - 歌手グループ
- チョ・ゲヒョン - 俳優
- チョ・ジョンウン - 子役
- 趙成珉（チョ・ソンミン） - 元プロ野球選手
- チョ・ソンモ - 歌手
- チョ・ヘリョン - コメディアン、マルチタレント
- チョ・ユリ - IZ*ONEメンバー
- 趙容徹（チョ・ヨンチョル） - 柔道選手
- チョー・ヨンピル - 歌手
- チョン・イル - 俳優
- 田仁智 - ゴルファー
- チョン・ウソン - 俳優
- 田志希（チョン・ジヒ） - 卓球選手
- 全智賢（チョン・ジヒョン） - 女優
- チョン・ジュノ - 俳優
- 鄭周永（チョン・ジュヨン） - 現代グループ創設者
- チョン・ジョンフン - 撮影監督
- チョン・スラ - 歌手
- チョン・ソミ - 歌手
- 全斗煥（チョン・ドゥファン/ぜんとかん） - 政治家（元大統領）
- チョン・ドンファン - 俳優
- チョン・ホグン - 俳優
- チョン・ミスク - 声優
- チョン・ミソン (アナウンサー) - SBSの女性アナウンサー
- チョン・ミュンフン- 指揮者
- 鄭珉哲（チョン・ミンチョル） - 元プロ野球選手
- 鄭珉台（チョン・ミンテ） - 元プロ野球選手
- 鄭夢九（チョン・モング） - 現代自動車会長
- 鄭夢準（チョン・モンジュン） - 学者、政治家、FIFA名誉副会長
- 鄭栄植（チョン・ヨンシク） - 卓球選手
- T-ARA - 歌手グループ
- DNT ‐ 歌手グループ
- T-MAX - 歌手グループ
- ディオ - 歌手、俳優、EXOメンバー
- DAY6 - 音楽バンド
- テ・ジナ - 歌手
- 天上智喜The Grace - 歌手グループ
- 2AM - 歌手グループ
- 2PM - 歌手グループ
- 2NE1 - 歌手グループ
- 東方神起 - 歌手グループ
- TOMORROW X TOGETHER - 歌手グループ
- TWICE - 歌手グループ
- TRAX - 音楽バンド
- TREASURE - 歌手グループ

## な行
- 羅勲児（ナ・フナ） - 歌手
- 盧施煥（ノ・シファン） - プロ野球選手
- 盧廷潤（ノ・ジョンユン）- 元サッカー選手
- 盧泰愚（ノ・テウ） - 政治家、元大統領
- 盧武鉉（ノ・ムヒョン） - 政治家、元大統領
- ノ・ケヒョン - 声優

## は行
- 河恩珠（ハ・ウンジュ） - バスケットボール選手・Wリーグプレイヤー
- ハ・ジウォン - 女優
- 河昇鎮（ハ・スンジン） - バスケットボール選手、河恩珠の弟
- 河載勲（ハ・ジェフン） - プロ野球選手
- 朴一（パク・イル） - 作家
- 朴仁妃（パク・インビ） - ゴルファー
- パク・ウネ - 女優
- パク・ウンスク - 声優
- パク・ギュヨン - 女優
- 朴槿恵（パク・クネ） - 政治家、元大統領
- グレース朴 - ゴルファー
- 朴慶南（パク・キョンナム） - エッセイスト
- パク・サンチョル - 歌手
- パク・ジニョン（J.Y. Park）- JYPエンターテインメント設立者、音楽プロデューサー
- 朴振（パク・チン）  政治家
- 白眞勲（はく しんくん） - 民主党参議院議員
- 白仁天（はく じんてん） - 元プロ野球選手
- 朴セリ（パク・セリ） - ゴルファー
- パク・ソジュン - 俳優
- パク・ソニョン - 声優
- パク・ソラ - 声優
- パク・ソルミ - 女優
- パク・ソンヒョン - ゴルファー
- 朴智星（パク・チソン） - サッカー選手
- パク・チャンファン - 俳優
- 朴賛浩（パク・チャンホ）- 元プロ野球選手
- パク・チユン - 歌手
- 朴正煕（ぼくせいき/パク・チョンヒ） - 政治家、元大統領
- パク・トンハ - 俳優
- パク・ヒョンビン - 歌手
- パク・ヘジン - 俳優
- 朴美英（パク・ミヨン） - 卓球選手
- パク・ヨンハ - 俳優、歌手
- 朴璐美（パク・ロミ） - 声優
- パティ・キム - 歌手
- HAM - 歌手グループ
- 張本勲 - 元プロ野球選手
- ハン・イェスル - 女優
- ハン・ウンジョン - 女優
- 潘基文（パン・ギムン） - 政治家、元国連事務総長
- ハン・ソッキュ - 俳優
- ハン・スンジ - ゴルファー
- ハン・チェヨン - タレント、女優
- ピ - 歌手
- B2ST - 歌手グループ
- BTS - 歌手グループ
- BTOB  - 歌手グループ
- BIGBANG - 歌手グループ
- ビッグママ - 歌手グループ
- 辺真一（ビョン・ジニル） - ジャーナリスト
- ヒョンビン - 俳優
- ピンクル - 歌手グループ
- 黄アルム - ゴルファー
- 黄禹錫（ファン・ウソク） - 獣医・生物学者
- 黄善洪（ファン・ソンホン） - サッカー選手
- 黄大憲（ファン・デホン） - ショートトラックスピードスケート選手
- F.CUZ - 歌手グループ
- 4minute - 歌手グループ
- ブラウンアイドガールス - 歌手グループ
- BLACKPINK - 歌手グループ
- Brave Girls - 歌手グループ
- fromis_9 - 歌手グループ
- ヘウニ - 歌手
- ペク・アヨン - 歌手
- ペク・ソンヒョン - 俳優
- ベクヒョン - 歌手、俳優、EXOメンバー
- ペ・ソンウ - ゴルファー
- ペ・ヒキョン - ゴルファー
- ペ・ヨンジュン - 俳優
- BOYFRIEND - 歌手グループ
- BoA(權珤雅) - 歌手
- 許敬民（ホ・ギョンミン） - プロ野球選手
- ホン・ジニョン - 歌手
- 洪準杓（ホン・ジュンピョ） - 政治家
- ホン・ヘジョン - 声優
- 洪明甫（ホン・ミョンボ） - サッカー選手

## ま行
- MAMAMOO - 歌手グループ
- miss A - 歌手グループ
- 閔海景（ミン・ヘギョン） - 歌手
- ムン・グニョン - 女優
- 文在寅（ムン・ジェイン） - 政治家、大統領
- 文章圭（ムン・ジャンギュ/ぶん あきよし） - 元極真空手選手、実業家
- 文珠蘭（ムン・ジュラン） - 女優、歌手
- 文鮮明（ムン・ソンミョン/ぶん せんめい） - 宗教家
- 文棟柱（ムン・ドンジュ） - プロ野球選手
- MONSTA X - 歌手グループ

## や行
- 梁義智（ヤン・ウィジ） - 野球選手
- ヤン・スギョン - 歌手
- 梁夏銀（ヤン・ハウン） - 卓球選手
- ユイ - 女優
- U-Kiss - 歌手グループ
- 柳想鉄（ユ・サンチョル） - サッカー選手
- 劉承旼（ユ・スンミン） - 政治家
- 柳承敏（ユ・スンミン） - 卓球選手
- 劉南奎（ユ・ナムキュ） - 卓球選手
- ユ・ヨン - フィギュアスケート選手
- ユン・ウネ - 女優
- ユン・サンヒョン - 俳優
- ユン・シユン - 俳優
- 尹晶煥（ユン・ジョンファン） - サッカー選手
- ユンソナ - 女優・タレント
- ユン・ソンヘ - 声優
- ユン・チェヨン - ゴルファー
- ユンナ - 歌手
- 吉屋潤（よしやじゅん／キル・オギュン） - 作詞家・作曲家・サックス奏者・ジャズプレーヤー
- ヨン・ジョンフン - 俳優

## ら行
- 李源国（り・げんこく） - 元プロ野球選手
- 李青若 - 作家
- 李鍾範（リー・ジョンボム） - 元プロ野球選手、李政厚の父
- 李泳禧（リ・ヨンヒ） - 社会評論家
- リナ・パーク - 歌手
- Ryu - 歌手
- リュ・シウォン - 俳優、歌手
- 柳仲逸（リュ・ジュンイル） - 元プロ野球選手
- 柳賢振（リュ・ヒョンジン） - プロ野球選手
- リュウ・ヒジュン - タレント
- LE SSERAFIM - 歌手グループ
- RAINBOW - 歌手グループ
- Red Velvet - 歌手グループ
- Rocket Punch - 歌手グループ

## わ行
- Wax - 歌手
- ONEUS - 歌手グループ
- Wonder Girls - 歌手グループ